# 마르시알 디 폰소 보
마르시알 디 폰소 보(Marcial Di Fonzo Bo, 1968년 ~ )는 아르헨티나의 배우이자 연극 감독이다. 1987년 파리로 이동하여 활동을 하고 있다.

## 출연 작품
- 로스트 인 무니치 (2015)
- 미드나잇 인 파리 (2011)
- 레나를 위한 계획짜기 (2009)
- 집들이 (2005)
- 롤 오브 허 라이프 (2004)
- 포 쉬즈 어 졸리 굿 펠로 (2003)
- Mon meilleur amour (2000)
- 모든 게 괜찮을 거야 (2000)
- Le Communicateur (1999)
- 새로운 시작 (1999)